# Bătălia de la Lacul Trasimene
Bătălia de la Lacul Trasimene a fost a doua înfrângere a romanilor în fața armatei lui Hannibal. Desfășurată la 6 luni după Bătălia de la Trebia și cu peste un an înainte de Bătălia de la Cannae, bătălia de la Lacul Trasimene este considerată una dintre cele mai mari și de succes ambuscade din istorie.

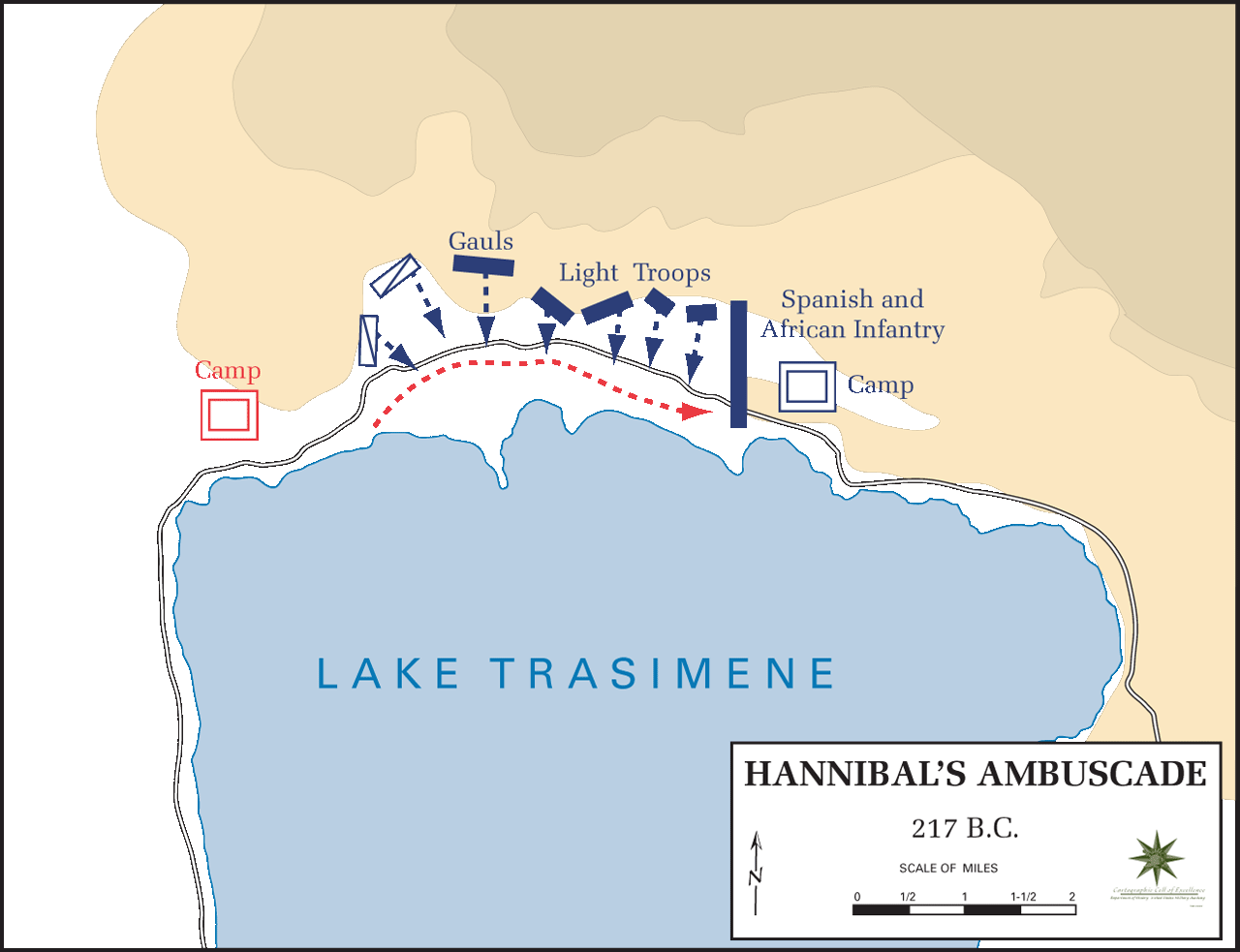
De la Departamentul de Istorie al Academiei Militare a Statelor Unite ale Americii

În toamna anului 218, Hannibal a condus armata lui peste Alpi și i-a învins comandanti roman, Publius Cornelius Scipio și Tiberius Sempronius Longus, la Ticinus și Trebia, afluenții Padului. Prezența unui dușman la sud de Alpi era îngrijoratoare pentru romani, și consulii din anul 217, Gnaeus Servilius Geminus și popularul Flaminius Gaius, știau că ar fi trebuit să faca ceva. Nu mai puțin de unsprezece legiuni erau active, și s-a decis să renunțe la câmpiile din Po, în cazul în care cavalerie puna nu a putut fi învinsa. În schimb, Hannibal a invadat Etruria, unde dealurile erau mai bine adaptate pentru infanterie grea romana.
Consul Flaminius a fost trimis la Arretium (modern Arrezo) cu două legiuni de 5000 de soldați fiecare, 10000 italici auxiliari, 1000 arcași, 1000 bărbați usor-inarmati , precum și între 2500 și 3500 de calareti. El pazea partea de vest a Apenninilor. În același timp, colegul lui Servilius păzea Ariminum (Rimini). O a treia armata apăra Roma. Oriunde Hannibal ar fi ales să traverseze Apenninii, ar fi întâlnit o puternică armată Romana, și-ar fi fost mereu prins între cel puțin două armate.
Hannibal a ales drumul spre vest spre Etruria (care este identic cu cel modern dintre Bologna și Florența), a trecut mlaștinile de-a lungul raului umflat Arno, și-a făcut un ocol prin regiunea de la vest de Arretium de-a ajuns la Cortona, la sud de baza lui Flaminius . Aceasta a fost o manevra periculoasa, pentru că s-a expus atacurilor din flanc ale Romanilor, dar Hannibal voia sa forțeze o lupta cu acest consul, înainte ca el sa-și unească forțele cu alte armate romane. Flaminius, cu toate acestea, a fost prea inteligent pentru a înghiți momeala.
Deci, Hannibal a trecut pe lângă armata romana de la Arretium și nu putea merge la Roma sau în est, în ambele cazuri, el ar fi fost blocat între forțele lui Flaminius și o altă armată. El alege să treacă la Perusia (Perugia), în est, și Flaminius îl urmarea cu atenție, având grijă să nu te stea prea aproape, pentru că cavaleria cartagineza ar putea ataca oricând. Ca urmare, romanii nu știu exact ce face Hannibal .
Dimineața devreme, 24 iunie 217, consulul Flaminius a ordonat armatei sale sa iasă din tabără (în apropiere de stația de cale ferată moderne Terontola) la Lacul Trasimene, care a fost atins la est de Borghetto. De aici, legionarii au urmat un dușman crezut a fi la o jumătate de zi spre est. Cu toate acestea, Hannibal a ordonat armatei sale sa ocupe dealurile de-a lungul lacului.
Pantele erau acoperite cu păduri și era ceață dimineața devreme. Prea târziu, romanii și-au dat seama că mergeau într-o cursă de-a lungul drumului între lac și deal.
Romanii nu s-au putut deplasa spre sud, pentru că lacul e prea mare să înoate; ei nu au putut continua spre est, unde bărbați ușor-inarmati blocau drumul în apropiere de orașul modern Tuoro Sul Trasimeno; întoarcerea era imposibila, deoarece celtii lui Hannibal blocau drumul de retragere; singurul lucru pe care romanii puteau sa-l facă era sa se pregătească pentru luptă și de a lupta împotriva unui dușman de la nord. Cu toate acestea, auxiliarii de la sfârșitul celei de-a doua coloane au fost distruși complet, la începutul luptei, si romanii au fost chiar de la început sub mare presiune din partea stânga și din dreapta. După aproximativ două sau trei ore, cele două legiuni au fost distruse complet și Flaminius a murit.
Cel puțin 15000 soldați au fost uciși. Un grup, care a reușit sa spargă prin liniile cartagineze și mers în marș spre est, mai târziu a fost ajunsa de cavaleria superioara a lui Hannibal.